# Амалицький Володимир Прохорович
Володи́мир Про́хорович Амали́цький (*13 липня 1860, Старики — †28 грудня 1917) — український геолог та палеонтолог.

## Біографія
Народився в с. Старики, тепер Коростенського району на Житомирщині. Закінчив природниче відділення фізико-математичного факультету Петербурзького університету. Магістр мінералогії та геогнозії університету з 1883. Того ж року почав працювати консерватором (куратором) колекцій Геологічного кабінету університету (нині Палеонтологічний і стратиграфічний музей університету).
Був (з 1890) професором університету і політехнічного інституту в Варшаві. Вивчав переважно кам'яно-вугільні і пермські відклади в Північній Росії та Україні (Донбас). Брав участь (1883—1886) в геолого-ґрунтознавчій експедиції В. В. Докучаєва в Нижегородській губернії. 
В 1890 заручився з Анною Курдюмовою (в шлюбі Амалицькою), в 1992 захистив докторську дисертацію. З 1895 працював у басейні Північної Двіни разом з дружиною (яка робила замальовки та описувала скам'янілості), де зробив значне відкриття — фауна пермських наземних рептилій, подібні до фауни пермських відкладів Південної Африки, що в подальшому дало теорію що в пермський період - існував один суцільний континент, що обєднював Південну Африку з Росією.
Входив до складу Комісії з утворення Імператорського Миколаївського Саратовського Університету.
З 1908 року — директор Варшавського політехнічного інституту.

## Праці
Опублікував понад 40 праць, в тому числі монографічні описи антракозид, пермських хребетних і рослин. Вперше описав лабіринтодонта двінії. Описав Іностранцевю та багато видів Дицинодонтів у відкладах близь річок.